# Psicología política
La psicología política es un campo académico interdisciplinar dedicado a comprender la política, los políticos y el comportamiento político desde una perspectiva psicológica, y los procesos psicológicos utilizando perspectivas sociopolíticas. La relación entre la política y la psicología se considera bidireccional, utilizándose la psicología como una lente para entender la política y la política como una lente para entender la psicología. Como campo interdisciplinario, la psicología política toma prestado de una amplia variedad de disciplinas, incluyendo: antropología, economía, historia, relaciones internacionales, periodismo, medios de comunicación, filosofía, ciencia política, psicología y sociología.
La psicología política tiene como objetivo comprender las relaciones interdependientes entre los individuos y los contextos, influenciados por creencias, motivación, percepción, cognición, procesamiento de información, estrategias de aprendizaje, socialización y la formación de actitudes. La teoría y los enfoques de la psicología política se han aplicado en muchos contextos, tales como: el rol de liderazgo; la formulación de política interna y externa; el comportamiento en casos de violencia, guerra y genocidio; la dinámica de grupo y el conflicto; el comportamiento racista; las actitudes y motivación para votar; el voto y el rol de los medios; nacionalismo; y el extremismo político. En esencia, los psicólogos políticos estudian los cimientos, la dinámica y los resultados del comportamiento político utilizando explicaciones cognitivas y sociales.

## Historia
La psicología política se remonta en un pasado remoto al francés Gustave Le Bon, quién escribiera el primer estudio sistemático del tema en 1910 en su libro «Psychologie politique». Para Le Bon, la psicología política era una ciencia que podía evitar los frecuentes y costosos errores políticos.
Aunque no parece surgir como una disciplina por completo hasta la década de 1970 en un esfuerzo por crear una auténtica disciplina académica autónoma. En 1973 se publica el primer «Manual de Psicología Política», y en 1978 se funda la Sociedad Internacional de Psicología Política (ISPP).

### Argentina
En 1989, la Universidad Nacional de San Luis se realizó una modificación de estudios en la carrera de psicología, cambiando la materia de Psicología II por la de Psicología Política a cargo del doctor Ángel Rodríguez Kauth. Así se consiguió que se abarcaran diferentes enfoques como: análisis del discurso, religión, economía y demás. Gracias a ello, se escribirían más de cincuenta libros y que Rodríguez Kauth se convirtiera en uno de los fundadores de la psicología política latinoamericana. L.R

### Bolivia
Desde el 2008 trabajos académicos de Daniela Leytón Michovich han colaborado a la rama de psicología política, siendo la primera investigadora en esta área en este país, sus trabajos en la región latinoamericana también se abordan a partir de la neurociencia social, el análisis de discurso, la comprensión del conflicto social.

### España
Recién durante la segunda mitad del siglo XX aparece en España la psicología política con un origen en la preocupación por los comportamientos sociales de la población española durante un régimen político y por un grupo de psicólogos. Tal es el caso de José Luis Pinillos quién en 1953 desarrolló sus investigaciones sobre las actitudes sociales primarias con influencias de los trabajos de Hans Eysenck, y ya por la década de 1970 adaptaba la Escala F de autoritarismo. Pinillos evaluará su trabajo dentro del contexto europeo y de la identidad y psicología nacional.
Así comenzará durante la época del franquismo un movimiento académico en las facultades de psicología sobre psicología política. Un grupo de investigadores de la Universidad de Santiago de Compostela reorientarán desde la década de 1980 la psicología política española hacia temas como la participación política y las cuestiones de violencia y movimientos sociales. Pero será en la década de 1990 que se tratará de realizar una psicología política profesional, adaptándola a las necesidades concretas. Muchas universidades lograron incorporarla como materia de estudio al margen de los doctorados y cursos de especialización.

### Estados Unidos
La primera conexión notable entre la psicología y la política en los Estados Unidos fue establecida por la Universidad de Chicago por el politólogo Charles Edward Merriam quién declaraba explícitamente la necesidad de una ciencia política científica con auxilio de la psicología en su trabajo «Psicopatología y política». Harold Lasswell, discípulo de Merriam, sería quién a través de sus escritos se convertiría en el fundador en Norteamérica de la psicología política como una rama académica con una serie de libros que comenzarían en el año 1930 con «Psychopathology and Politics»
.
Otros, consideran que la psicología política norteamericana comienza en 1924, con la cátedra de Floyd Allport denominada «Psicología social y política» en la Universidad de Siracusa, pero le otorgan los respectivos créditos a Merriam y a Lasswell.
Con la fuerte influencia de las aproximaciones a la personalidad y la política, surge en 1950 el que sea quizá el más famoso libro sobre el tema de mano de la Universidad de California en Berkeley: «The Authoritarian Personality» de Theodor Adorno, Else Frenkel-Brunswik, Daniel Levinson, y Nevitt Sanford. Un ambicioso esfuerzo para distinguir la personalidad autoritaria y las personas antidemocráticas con un simple cuestionario, creando la Escala F.

## Áreas temáticas
Una de las características de la psicología política es su heterogeneidad temática. El espectro puede abarcar desde la clásica personalidad del líder hasta la guerra nuclear, pasando por el militarismo y el conflicto armado, las relaciones internacionales, el terrorismo, los grupos, el comportamiento electoral, los medios de comunicación social y afines. Las orientaciones dominantes se refieren a cuatro temas centrales:
1. Investigaciones directamente relacionadas con la problemática social,
2. Enfoques en la interacción de los procesos psicológicos y políticos,
3. Estudios históricos sobre la sociopolítica,
4. Análisis entre los actores y las instituciones políticas.

Así los psicólogos estudian las variables culturales y las múltiples situaciones de la vida política.

## Perspectivas
La interdisciplineidad de la psicología política es responsable por la cantidad de perspectivas que hacen el análisis de los fenómenos políticos. Son éstas unas líneas o corrientes que se llaman niveles o perspectivas.
1. Perspectiva psicosocial o psicosociológica: tiene dos tendencias, una cognocitivista y otra comportamental.
2. Perspectiva psicoanalítica.
3. Perspectiva discursiva: con dos tendencias, una pragmática y otra teórica.
4. Perspectiva estructural-funcional.

### Perspectiva psicosocial
Caracterizada por la presencia de análisis cuyas bases y teorías provienen de la psicología social. Aquí domina la noción cognocitivista, privilegiando el estudio de los procesos en medio de la responsabilidad de los fenómenos políticos. Las funciones mediadoras variarán en complejidad, proporcionando mayor o menor autonomía a los sujetos actores o reactores.
Posiblemente es la perspectiva que mayor predominio tiene en Estados Unidos y Europa, donde se han producido múltiples estudios sobre actitudes, creencias, motivaciones y demás. Igualmente aquí se considera que el comportamiento político puede, según sus antecedentes y actitudes, remontarse a la historia y a la cultura otorgando una base de estabilidad en la representación social.
Los principales sustentos de esta teoría se encuentran en la década de 1960 y tratan de explicar los comportamientos consistentes que se familiarizan en el contexto social en el que son producidos. En esta perspectiva no muy bien perfilada, no se distingue claramente el objeto psicopolítico de los fenómenos estudiados.

### Perspectiva psicoanalítica
Esta perspectiva es igualmente dominante en Estados Unidos y Europa, y está enfocada a los procesos sociopolíticos sobre los tópicos psicoanalistas establecidos por Sigmund Freud. Hechos traumáticos, memoria colectiva, estructuras en la personalidad de los líderes políticos, explicaciones de comportamientos tanto en masas como en individuos han sido los temas más comunes de esta perspectiva.
Se utilizan herramientas de análisis fundamentales para esta postura como son los procesos y mecanismos de negación, represión, inhibición, desplazamiento, introyección, catarsis, condensación.
Quizá sea la perspectiva que mayor influencia halla ejercido desde el psicoanálisis hacia la psicología política. Se puede recordar los trabajos del propio Freud hacia personajes históricos que servirán como modelos posteriores para un trabajo sobre el presidente Woodrow Wilson, así como los trabajos de Erik Erikson sobre Hitler, Martin Lutero y Gandhi.
Así los personajes de la vida política son analizados de tal forma que las estructuras de su personalidad y las actividades políticas se confunden con las autobiografías y otros datos históricos. Pero será a partir de esta perspectiva que se desarrollará en la década de 1940, siendo ligada a la antropología cultural con una sección dedicada a la psicohistoria, los modelos de construcción psicopolítica.

### Perspectiva discursiva
En lo discursivo podemos encontrar la posición teórica, sobre la cual la política es un discurso constructor de la realidad, sin hacer distinción entre un mitin político y el objeto en ellos descrito. Así se distancia al discurso de la política en sí.
Se trata de una postura que no hace distinciones entre el sujeto y la realidad ya que ambos están del mismo lado, por ser la realidad una construcción del sujeto en sí. No existen mediadores, solo procesos como descripciones o explicaciones que se producen en el lenguaje.
Esta corriente busca trabajar únicamente en el discurso político, entendiéndolos como un rol determinante. Su carácter pragmático reside en el uso de los signos lingüísticos por parte de los comunicadores.
Se pueden encontrar en esta corriente posturas cognoscitivas o construccionistas, como las que hablan sobre las minorías activas. Lo fundamental en esta segunda posición será el análisis, la clarificación del texto y las develaciones que de ellos puedan suceder.
Esta perspectiva tiene una presencia destacada en Latinoamérica y el ámbito europeo.

### Perspectiva estructural-funcional
El ámbito principal de esta perspectiva se encuentra en Estados Unidos, suponiendo la organización de los individuos en un patrón o un sistema de relaciones entre el pensamiento, el lenguaje y la acción que integra los conocimientos, las intenciones, las disposiciones a la acción y los comportamientos políticos. Además se establecen conexiones entre los comportamientos políticos y las formas de organización económicas o sociales.
Se considera que la asunción de riesgos en las decisiones tomadas siendo conscientes y racionales son dadas porque las personas evalúan los resultados de sus actos en relación con un punto de referencia previo. Implicando un análisis de costos y beneficios que conlleva a evitar riesgos en relación con las posibles pérdidas o ganancias.
En cuanto al actor social, postula que las personas orientarán sus metas reflejando sus propios intereses personales. Además estos actores poseen una gran cantidad de información sobre las alternativas disponibles y sobre las posibles consecuencias de sus acciones. Así tanto los procesos evaluativo como el racional se encuentran fundamentados en los beneficios, dando la base en este razonamiento para el llamado clientelismo político.